# Qurayyat
Qurayyat (también Al Qurayyat o Gurayat , en árabe : القريات ) es una ciudad situada en la provincia de Al Jawf, en el norte de Arabia Saudí . Está a 30 kilómetros de la frontera de Jordania. Qurayyat tenía una población de 147,550 en el censo de 2010. Es conocida por su producción de aceitunas y sal.

## Puesto fronterizo de Al-Hadithah
El puesto de Al-Hadithah es uno de los más grandes e importantes del reino Saudí. Se encuentra al oeste de la provincia, a 30 kilómetros de Qurayyat. Es de gran importancia, ya que es enlace a los países vecinos como Jordania, Siria, Líbano y Turquía. Se trata del punto de entrada al país para las personas que vienen para el Hach y la Umrah desde Turquía, Rusia y Chechenia y otros musulmanes del Cáucaso, así como para la exportación e importación de mercancías.

## Clima
Los componentes climáticos de la provincia de Qurayyat concuerdan con la región desértica, encuadrándose como Bwh en la clasificación climática de Köppen. La nieve no es inusual en el área cubriendo las montañas cercanas.
| Parámetros climáticos promedio de Al Qurayyat, Arabia Saudita | Parámetros climáticos promedio de Al Qurayyat, Arabia Saudita | Parámetros climáticos promedio de Al Qurayyat, Arabia Saudita | Parámetros climáticos promedio de Al Qurayyat, Arabia Saudita | Parámetros climáticos promedio de Al Qurayyat, Arabia Saudita | Parámetros climáticos promedio de Al Qurayyat, Arabia Saudita | Parámetros climáticos promedio de Al Qurayyat, Arabia Saudita | Parámetros climáticos promedio de Al Qurayyat, Arabia Saudita | Parámetros climáticos promedio de Al Qurayyat, Arabia Saudita | Parámetros climáticos promedio de Al Qurayyat, Arabia Saudita | Parámetros climáticos promedio de Al Qurayyat, Arabia Saudita | Parámetros climáticos promedio de Al Qurayyat, Arabia Saudita | Parámetros climáticos promedio de Al Qurayyat, Arabia Saudita | Parámetros climáticos promedio de Al Qurayyat, Arabia Saudita |
| Mes                                                           | Ene.                                                          | Feb.                                                          | Mar.                                                          | Abr.                                                          | May.                                                          | Jun.                                                          | Jul.                                                          | Ago.                                                          | Sep.                                                          | Oct.                                                          | Nov.                                                          | Dic.                                                          | Anual                                                         |
| ------------------------------------------------------------- | ------------------------------------------------------------- | ------------------------------------------------------------- | ------------------------------------------------------------- | ------------------------------------------------------------- | ------------------------------------------------------------- | ------------------------------------------------------------- | ------------------------------------------------------------- | ------------------------------------------------------------- | ------------------------------------------------------------- | ------------------------------------------------------------- | ------------------------------------------------------------- | ------------------------------------------------------------- | ------------------------------------------------------------- |
| Temp. máx. media (°C)                                         | 14.9                                                          | 18.1                                                          | 22.1                                                          | 27.3                                                          | 32.2                                                          | 35.9                                                          | 37.3                                                          | 37.1                                                          | 35.2                                                          | 30.7                                                          | 22.6                                                          | 16.5                                                          | 27.5                                                          |
| Temp. media (°C)                                              | 8.9                                                           | 11.6                                                          | 15.1                                                          | 19.9                                                          | 24.3                                                          | 27.7                                                          | 29                                                            | 29.2                                                          | 27.1                                                          | 22.9                                                          | 15.8                                                          | 10.4                                                          | 20.2                                                          |
| Temp. mín. media (°C)                                         | 3                                                             | 5.1                                                           | 8.2                                                           | 12.5                                                          | 16.5                                                          | 19.5                                                          | 20.8                                                          | 21.4                                                          | 19                                                            | 15.1                                                          | 9.1                                                           | 4.3                                                           | 12.9                                                          |
| Precipitación total (mm)                                      | 7                                                             | 5                                                             | 5                                                             | 5                                                             | 2                                                             | 0                                                             | 0                                                             | 0                                                             | 0                                                             | 4                                                             | 6                                                             | 8                                                             | 42                                                            |
| Fuente: CLIMA: AL QURAYYAT                                    |                                                               |                                                               |                                                               |                                                               |                                                               |                                                               |                                                               |                                                               |                                                               |                                                               |                                                               |                                                               |                                                               |

## Población
Cuenta con una población de 148051 personas de las cuales 121366 son saudíes y el resto extranjeros.

## Economía
Las principales actividades económicas son:
- Agricultura: olivos y otros cultivos adecuados a la calidad del suelo.
- Industria: basada en el procesado del olivo y en la extracción y empaquetado de sal.
- Pastoreo: en pastizales naturales a lo largo de diversos wadis.
- Comercio: por tratarse de una zona fronteriza, sobre todo de automóviles.

## Hospitales
Existen dos hospitales en la localidad, el Hospital general de Gurayat y el Hospital "Rey Faisal".

## Aeropuerto
El aeropuerto doméstico de Gurayat (IATA: URY, ICAO: OEGT) se encuentra a unos 10 km del centro. Opera vuelos de Saudia a Riad y Jeddah.

## Turismo
El turismo en la zona se concentra en el castillo de Ka'af. Se encuentra en la villa de Ka'af, cercana al castillo de la montaña Saidi. Se trata de una mansión histórica construida en 1338 con roca sedimentaria blanca. Consiste en una serie de habitaciones para uso residencial y otras de almacenamiento de munición. Tiene cuatro torres, una en cada esquina de su forma cuadrada.